# 枕額肌
枕額肌（Occipitofrontalis muscle）又稱作顱頂肌，是覆蓋於顱骨上面的肌肉。起端有兩處：
- 枕肌，起始於上項線的外側與乳突。
- 額肌，起始於額狀縫附近的顱頂腱膜，止端是枕部皮膚、額部皮膚及帽狀腱膜。

某些資料列枕額肌為兩塊獨立的肌肉：枕肌及額肌。但是解剖學術語（Terminologia Anatomica）現時歸枕額肌為單一塊肌肉。
枕額肌收縮能上提眉毛（屬於表情肌之一），也能將頭皮前後移動，一般認為能移動耳朵實際是因為枕額肌的作用。

## 外部連結
- 解剖學(Anatomy)-肌肉(muscle)-Muscles of Facial Expression(顏面表情肌) （页面存档备份，存于）
- -1341783984 於 GPnotebook
- eMedicine Dictionary上的occipitofrontalis+muscle
- Bérzin F. . Electromyogr Clin Neurophysiol. 1989, 29 (6): 355–8. PMID 2689156.